# Уокер, Билл (политик)
Уильям «Билл» Уокер (англ. Bill Walker; род. 16 апреля 1951, Фэрбанкс, Аляска) — американский политик. Губернатор штата Аляска (2014—2018), выигравший на выборах 2014 года как независимый кандидат, но ранее был членом Республиканской партии США.
Уокер победил действующего губернатора Шона Парнелла на выборах губернатора в 2014 году.
6 ноября 2018 года проиграл губернаторские выборы республиканцу Майку Данливи.